# Либерально-демократический альянс «Свобода»
Либерально-демократический альянс «Свобода», также «Свободные» (нем. Die Freiheitlichen), сокращенно dF, — регионалистская правая сепаратистская политическая партия, действующая на территории Южного Тироля, Италия. Партия стремится защитить интересы немецкоязычного большинства и ладиноговорящего меньшинства в провинции и отделить ее от Италии. Ее идеология схожа с идеологией Австрийской партией свободы (FPÖ), обе партии поддерживают между собой тесные контакты. Давний лидер и почетный президент партии — Пий Лейтнер. На провинциальных выборах 2013 года партия заняла второе место после доминирующей Южно-тирольской народной партии (SVP).
Название партии по-разному переводится на русский язык, в частности как «Свободные», данный термин, часто используемый членами FPÖ и иностранными СМИ, может трактоваться и как «Либертарианцы» и «Либералы».

## История

### Основание и первые годы существования
В 1992 году группа молодых правых, возглавляемая так называемой «бандой четырех», в том числе Кристианом Вальднером, бывший лидер движения «Молодое поколение» (молодежное отделение Южно-тирольской народной партии, SVP), Питером Паулем Райнером, Пием Лейтнером и Стефаном Гутвенигером, которые покинули SVP. Вскоре к ним присоединились недовольные бывшие члены Партии Свободы Южного Тироля (FPS), которые стали более чужды партии после слияния в Гражданский союз за Южный Тироль (UfS).
Они основали новую партию 7 декабря 1992 года. При этом сильную поддержку им оказал Йорг Хайдер, лидер Австрийской партии свободы, которая в народе называлась «Свободные». Герольд Меранер, бывший лидер FPS, который был одним из основателей UfS, считал новую партию законным наследником FPS.
Под руководством Вальднера партия набрала 6,1% голосов избирателей на провинциальных выборах 1993 года и получила места двух советников провинции, которые заняли Вальднер и Лейтнер. Вскоре после выборов по партийной политической линии произошли столкновения между Вальднером, который поддерживал более националистические взгляды, и Лейтнером, который был лидером либеральной фракции. В конечном итоге это привело к тому, что Вальднер подал в отставку в 1994 году и основал собственную недолговечную партию «Либералы» (переименованную в «Альянс 98» в 1996 году).

### Упадок и возрождение
В феврале 1997 года Вальднер был застрелен своим бывшим политическим союзником Райнером. Это драматическое событие стало шоком для партии и привело ее к упадку, который казался необратимым. На провинциальных выборах 1998 года доля партии в голосовании составила всего 2,5%, и только Лейтнер был избран в провинциальный совет.
После этого в 2003 году партия вновь обрела популярность, когда голоса за нее возросли до 5,0% на провинциальных выборах и она вновь смогла получить места двух членов совета провинции, которые заняли Лейтнер и Улли Майр, молодая женщина, которая являлась секретарем партии с 2001 года.
На всеобщих выборах 2006 года партия получила 5,4% голосов избирателей. На всеобщих выборах 2008 года партия почти удвоила долю своих голосов до 9,4%.
На последующих провинциальных выборах партия стала второй по величине в провинции с 14,3% голосов избирателей (чистый прирост составил 9,3%) и получила пять мест провинциальных советников. Впервые в истории две крупнейшие политические силы Южного Тироля стали немецкоязычными партиями.

### Успехи на выборах
В феврале 2012 года, после 18 лет нахождения во главе партии, Лейтнер решил уйти в отставку и продвинуть Майр как своего преемника.
В марте 2012 года, в разгар европейского кризиса суверенного долга и рецессий в Италии, партия официально обратилась к сепаратистской идеологии, предложив создать южно-тирольское независимое и суверенное Фрайштаат (вольное государство) посредством референдума, который должен был получить одобрение также со стороны и итальяноязычного меньшинства.
На всеобщих выборах 2013 года партия получила 15,9% голосов избирателей, это лучший результат за всю ее историю.
На провинциальных выборах 2013 года по федеральному округу партия выиграла 17,9% (еще один рекорд и +3,6% с 2008 года), в результате чего она получила шесть мест провинциальных советников.
На выборах в Европейский парламент 2014 года партия баллотировалась в союзе с Лигой Севера (LN).

### Скандал и новое руководство
В июне 2014 года, после скандала с авансовыми пенсионными выплатами, в который были втянуты все региональные советники, партия полностью обновила свое руководство, избрав нового президента Уолтера Блааса и секретаря Саймона Ауэра. Альянс с Лигой Севера был закреплен одобрением южно-тирольского самоопределения ее лидером Маттео Сальвини и выносом кандидатуры Розы Лампрехт, жены Блааса, в список Лиги Севера Южного Тироля на муниципальных выборах 2016 года в Больцано.
В марте 2017 года Лейтнер подал в отставку из провинциального совета после того, как был осужден за незначительный скандал, связанный с его расходами.
В мае 2017 года Андреас Лейтер Ребер, сторонник жесткого курса, был избран президентом партии, победив более умеренного Арно Молла, и перезапустил концепцию вольного государства.
Партия не участвовала во всеобщих выборах 2018 года, в то время как она потеряла большую часть своей поддержки, остановившись на 6,2% голосов избирателей на провинциальных выборах 2018 года.

## Поддержка
Результаты выборов партии в провинции Больцано с 1993 года приведены в таблицах ниже.
| Провинциальные 1993 | Всеобщие 1994 | Европейские 1994 | Всеобщие 1996 | Провинциальные 1998 | Европейские 1999 | Всеобщие 2001 | Провинциальные 2003 | Европейские 2004 | Всеобщие 2006 |
| 6.1                 | -             | -                | -             | 2.5                 | -                | -             | 5.0                 | -                | 5.4           |

| Всеобщие 2008 | Провинциальные 2008 | Европейские 2009 | Всеобщие 2013 | Провинциальные 2013 | Европейские 2014 | Всеобщие 2018 | Провинциальные 2018 |
| 9.4           | 14.3                | -                | 15.9          | 17.9                | 6.0а             | -             | 6.2                 |

а. В списке с Лигой Севера.

## Результаты выборов

### Совет провинции
| Ландтаг Южного Тироля |         |      |         |     |
| Год выборов           | Голосов | %    | Места   | +/− |
| 1993                  | 18,669  | 6.1  | 2 из 35 | –   |
| 1998                  | 7,543   | 2.5  | 1 из 35 | ▼ 1 |
| 2003                  | 15,121  | 5.0  | 2 из 35 | ▲ 1 |
| 2008                  | 43,614  | 14.3 | 5 из 35 | ▲ 3 |
| 2013                  | 51,504  | 17.9 | 6 из 35 | ▲ 1 |
| 2018                  | 17,620  | 6.2  | 2 из 35 | ▼ 4 |

## Руководство
- Президент: Кристиан Вальднер (1992–1994), Пий Лейтнер (1994–2012), Улли Майр (2012–2014), Уолтер Блаас (2014–2017), Андреас Лейтер Ребер (2017-настоящее время)
  - Почетный президент: Пий Лейтнер (с 2013 года по настоящее время)
- Секретарь: Пий Лейтнер (1992–1994), Зигмар Стокер (1995–2001), Улли Майр (2001–2012), Майкл Деманега (2012–2014), Саймон Ауэр (2014–2017), Флориан фон Ах (2017–2019), Отто Малкнехт (с 2019 года по настоящее время)